# Liste der Monuments historiques in Oinville-sur-Montcient
Die Liste der Monuments historiques in Oinville-sur-Montcient führt die Monuments historiques in der französischen Gemeinde Oinville-sur-Montcient auf.

## Liste der Bauwerke
| Bezeichnung       | Beschreibung                  | Standort | Kennzeichnung | Schutzstatus | Datum | Bild           |
| ----------------- | ----------------------------- | -------- | ------------- | ------------ | ----- | -------------- |
| Kirche St-Séverin | Erbaut im 12./13. Jahrhundert | (Lage)   | PA00087556    | Classé       | 1932  | weitere Bilder |

## Liste der Objekte

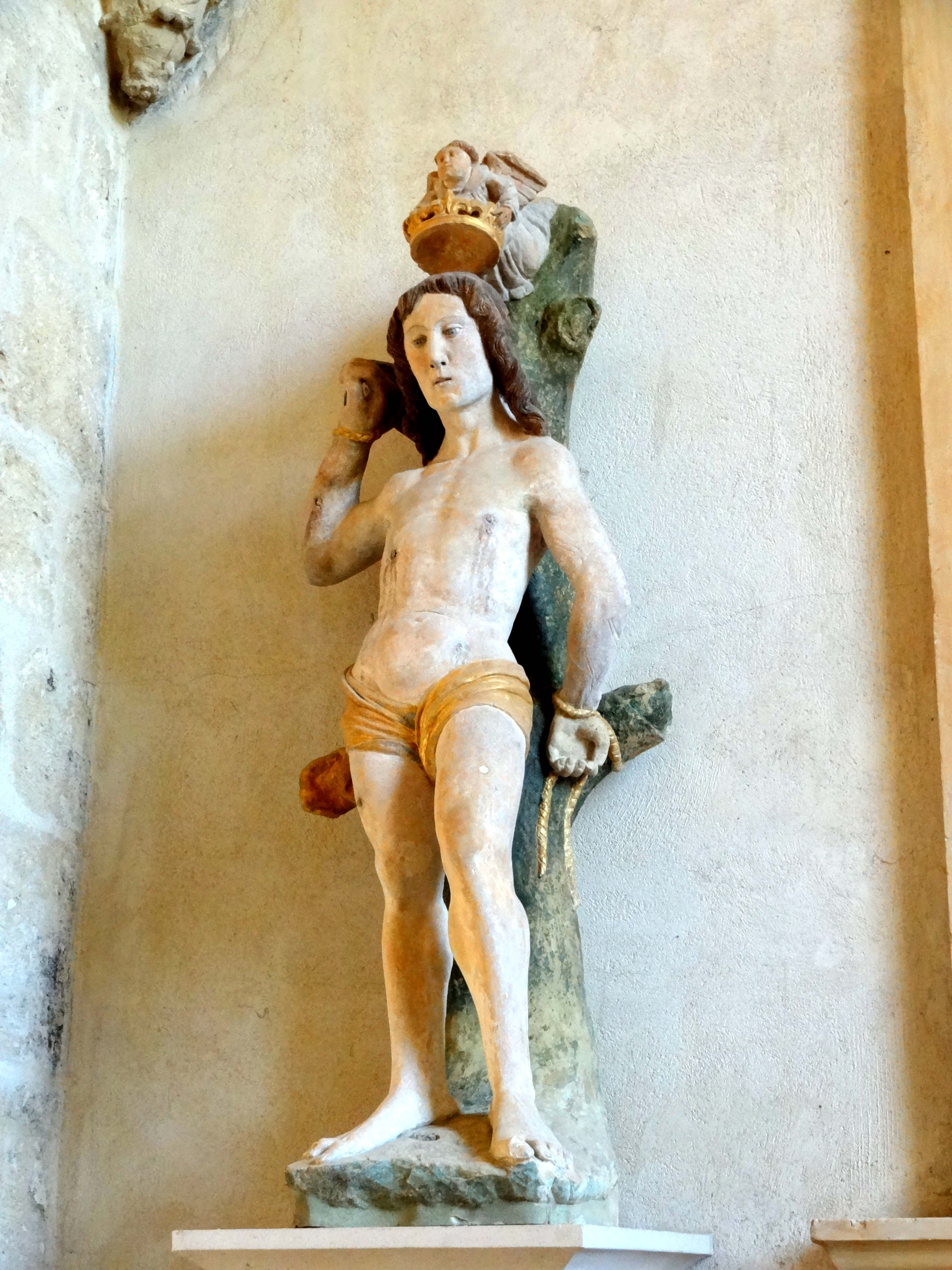
Skulptur des heiligen Sebastian in der Kirche St-Séverin

- Monuments historiques (Objekte) in Oinville-sur-Montcient in der Base Palissy des französischen Kultusministeriums